# اچ‌ام‌سی‌اس ونکوور (کی۲۴۰)
اچ‌ام‌سی‌اس ونکوور (کی۲۴۰) (به انگلیسی: HMCS Vancouver (K240)) یک کشتی بود که طول آن ۲۰۳ فوت (۶۱٫۸۷ متر) بود. این کشتی در سال ۱۹۴۲ ساخته شد.